# Oniticellus formosus
Oniticellus formosus là một loài bọ cánh cứng trong họ Bọ hung (Scarabaeidae).